# Saint-Cyprien (Lot)
Saint-Cyprien – miejscowość i dawna gmina we Francji, w regionie Oksytania, w departamencie Lot. W 2013 roku populacja ówczesnej gminy wynosiła 297 mieszkańców. Nazwa miejscowości pochodzi od imienia św. Cypriana. 
W dniu 1 stycznia 2018 roku z połączenia trzech ówczesnych gmin – Lascabanes, Saint-Cyprien oraz Saint-Laurent-Lolmie – utworzono nową gminę Lendou-en-Quercy. Siedzibą gminy została miejscowość Saint-Cyprien.